# Indiosina loebli
Indiosina loebli är en tvåvingeart som beskrevs av Papp 1981. Indiosina loebli ingår i släktet Indiosina och familjen hoppflugor. Inga underarter finns listade i Catalogue of Life.